# Alim Qasımov

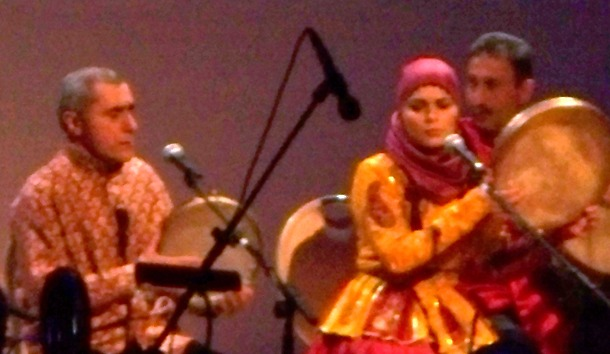
Alim Qasımov mit seiner Tochter Fərqanə Qasımova. Beide singen und spielen die Rahmentrommel gaval. Rechts im Hintergrund Antik Seydor mit der Röhrentrommel nağara.

Alim Həmzə oğlu Qasımov (* 1957 in Şamaxı) ist ein aserbaidschanischer Sänger des Mugham und international der bekannteste Vertreter dieses klassischen Stils.
Qasımov sang seit seiner Kindheit Mugham, arbeitete aber bis zu seinem neunzehnten Lebensjahr in der Landwirtschaft und als Kraftfahrer, bevor er eine professionelle musikalische Laufbahn einschlug. Er studierte von 1978 bis 1982 am Asaf-Zeynalli-Musikkolleg und danach bis 1989 an der Aserbaidschanischen Staatlichen Universität für Kultur und Kunst. Sein Lehrer war der Mugham-Sänger Ağaxan Abdullayev. Während dieser Zeit erlernte er außerdem den volkstümlichen Stil der Aşık-Barden.
1988 gewann er den ersten Preis beim Internationalen Wettbewerb und Symposium für traditionelle Musik in Samarqand. Er trat im Heydar-Əliyev-Palast und der Konzerthalle der aserbaidschanischen Philharmonie auf und war ab 1989 Solist am Aserbaidschanischen Opern- und Balletttheater. 1999 wurde er mit dem IMC-UNESCO-Musikpreis ausgezeichnet. Er erhielt in Aserbaidschan die höchste künstlerische Auszeichnung als Künstler des Volkes und als Living National Treasure.
Die typische instrumentale Begleitung beim Mugham besteht aus der Rahmentrommel gaval (däf), der Langhalslaute tar und der Stachelfiedel kamantsche. Die langjährige Kernbesetzung von Alim Qasımovs Gruppe bilden die Brüder Malik Mansurov (tar) und Elşən Mansurov (kamantsche). Gelegentlich kommen noch die Kurzoboe balaban, die Flöte tütək, eine Klarinette (klarnet) oder die zweifellige Rahmentrommel nağara hinzu.
Er nahm in Europa und den USA 12 Alben auf, darunter 1999 Love's Deep Ocean mit seiner Tochter Fərqanə Qasımova. Weiterhin arbeitet er mit Yo-Yo Mas Silk Road Ensemble und dem Kronos Quartet zusammen.

## Diskografie
- 1992: Classical Mugham
- 1996: Azerbaijan: Art of the Mugham
- 1997: Legendary Art of Mugham
- 1999: Love's Deep Ocean (mit Rauf Islamov, Natiq Şirinov, Fərqanə Qasımova)
- 2005: Alim Qasımov, Fargana Qasımova Central Asian Series, Vol. 6: Spiritual Music of Azerbaijan (mit Rafael Asgarov, Rauf Islamov, Ali Asgar Mammadov)
- 2009: Music of Central Asia, Vol. 8: Rainbow (mit dem Kronos Quartet (David Harrington, John Sherba, Hank Dutt und Jeffrey Zeigler), Rafael Asgarov, Rauf Islamov, Abbos Kosimov, Ali Asgar Mammadov, Salar Nader, Fərqanə Qasımova; Kompositionen und Texte von Şəfiqə Axundova, Cəfər Cabbarlı, Cahangir Cahangirov, Səid Rüstəmov, Homayun Sakhi)
- 2010: Alim Qasımov & Fərqanə Qasımova Intimate Dialogue. Live at Morgenland Festival Osnabrück
- 2010: Alim Qasımov, Fərqanə Qasımova, Yulduz Turdieva, Ibrahim Keivo, Ayshemgul Memet, Salar Aghili Eastern Voices
- 2019: Awakening (mit Michel Godard)

### Songs (Auswahl)
- 2012: When the Music Dies (mit Səbinə Babayeva - Hintergrundstimme)
- 2015: Xatirədir
- 2018: Yol (mit Vugarixx)
- 2019: Trace of Grace (mit Michel Godard)
- 2020: Ya Qarabağ, Ya Olüm (mit Miri Yusif & Natiq Ritm)
- 2020: Rabābi (mit Alireza Ghorbani, Mahan Mirarab & Hesam Naseri)
- 2022: Sevgili Canan
- 2023: Chera Chera, Nadan Nadan (mit Alireza Ghorbani)
- 2024: Viran (mit Xpert & Vugarixx)